# Сату-Векі
Сату-Векі (рум. Satu Vechi) — село у повіті Бузеу в Румунії. Входить до складу комуни Минзелешть.
Село розташоване на відстані 124 км на північ від Бухареста, 39 км на північ від Бузеу, 106 км на захід від Галаца, 84 км на схід від Брашова.

## Населення
За даними перепису населення 2002 року у селі проживали 243 особи, усі — румуни. Усі жителі села рідною мовою назвали румунську.